# François Weil
Pour les articles homonymes, voir Weil.
François Weil, né le 3 février 1961 à Paris, est un historien et haut fonctionnaire français. Ses travaux portent sur l'histoire sociale et culturelle des États-Unis. Directeur d'études de l'École des hautes études en sciences sociales (EHESS) de 2001 à 2016, il en est président du 7 mars 2009 au 20 juillet 2012. 
Il est recteur de l'académie de Paris, chancelier des universités du 20 juillet 2012 au 2 octobre 2016, et recteur de la région académique Île-de-France du 1er janvier au 2 octobre 2016. Il est conseiller d'État depuis le 3 octobre 2016.
Entre le 21 mai 2022 et le 22 juin 2023, il est conseiller éducation, jeunesse, enseignement supérieur et sports (chef de pôle) de la Première ministre, Élisabeth Borne. Après la nomination de cette dernière au ministère de l'éducation nationale , devient son directeur de cabinet le 31 décembre 2024.

## Biographie

### Formation
Ancien élève de l'École normale supérieure (1981), François Weil est agrégé d'histoire (1984), étudiant à l'université Harvard (1985-1987), pensionnaire de la fondation Thiers (1988-1991), docteur en histoire (EHESS, 1991), et habilité à diriger des recherches (Paris VIII, 2000).

### Carrière
Il est successivement rapporteur du Conseil national du sida (1991-1993), maître de conférences à l'EHESS (1993-2000), membre du Bureau de l'EHESS (1995-2000), directeur d'études à l'EHESS (2001-2016), conseiller technique pour les sciences humaines et sociales au cabinet du ministre de la Recherche, Roger-Gérard Schwartzenberg (2001-2002), directeur du Centre d'études nord-américaines de l'EHESS (2002-2009), président de la section 33 du Comité national de la recherche scientifique (2004-2008), président de l'EHESS du 9 mars 2009 au 20 juillet 2012), recteur de l'académie de Paris, chancelier des universités du 20 juillet 2012 au 2 octobre 2016, et recteur de la région académique Île-de-France du 1er janvier au 2 octobre 2016.
Il est nommé conseiller d'État à compter du 3 octobre 2016 et exerce à la section du contentieux les fonctions de rapporteur à la 2e chambre et de départageur aux 9e et 10e chambres, ainsi que de rapporteur à la section de l'intérieur.
En qualité de conseiller d'État, il préside entre 2017 et 2022 la juridiction disciplinaire compétente à l’égard des personnels enseignants et hospitaliers des centres hospitaliers et universitaires et des personnels enseignants de médecine générale (art. L. 952-22 du code de l'éducation). Il préside également entre 2020 et 2022 le comité de sélection pour l'intégration des inspecteurs et inspecteurs généraux dans le corps de l'inspection générale des affaires sociales ainsi que le comité du secret statistique. À ce titre, il est membre du collège de l'Autorité de la statistique publique.
Entre 2017 et 2022, il est professeur associé d'histoire nord-américaine à l'EHESS et président du comité exécutif de la Fondation pour les sciences sociales. Il préside également le conseil d'administration de l'Institut national du patrimoine entre janvier 2018 et mai 2022. 
Au cours de sa carrière, il est également Visiting Associate Professor of History and American Culture à l'université du Michigan (2000), McLellan Distinguished Visiting Professor of History à l'université d'État de New York à Plattsburgh (2000), Visiting Professor à l'université de Virginie (2002, 2008), professeur invité à l'Institut universitaire de hautes études internationales de Genève (2002-2003), Andrew W. Mellon Professor in the Humanities à l'université Tulane (2003), et professeur suppléant d’histoire contemporaine à l'université de Genève (2005-2007). 
Le 31 décembre 2024, il est nommé directeur de cabinet d'Elisabeth Borne, ministre de l'éducation nationale. 

## Publications
François Weil est l'auteur de plusieurs ouvrages, seul ou en collaboration, ainsi que de nombreux articles et contributions à des ouvrages collectifs, dont:
- Family Trees. A History of Genealogy in America, Cambridge, Massachusetts, Harvard University Press, 2013 (http://www.hup.harvard.edu/catalog.php?isbn=9780674045835)
- Histoire de New York, Paris, Fayard, 2000 (2e édition, révisée et augmentée, 2005) ; traduction américaine, New York, Columbia University Press, 2004 ; trad. coréenne, Séoul, Kungree, 2003 ; trad. tchèque, Prague, Nakladatelství Lidové noviny, 2003 ; trad. turque, Istanbul, Kitap Yayinevi, 2013 ; trad. chinoise, Beijing, Social Science Academy Press, 2016 ; trad. russe, en cours).
- (avec Claude Fohlen et Jean Heffer), Canada et États-Unis depuis 1770, Paris, PUF, collection Nouvelle Clio, 1997.
- Naissance de l’Amérique urbaine (1820-1920), Paris, CDU-SEDES, 1992, 199 p.
- Les Franco-Américains 1860-1980, Paris, Belin, 1989.
- dir., avec Peter J. Kastor, Empires of the Imagination. Transatlantic Histories of the Louisiana Purchase, Charlottesville, University of Virginia Press, 2009.
- dir., avec Nancy L. Green, Citoyenneté et émigration. La politique du départ, Paris, Éditions de l’École des hautes études en sciences sociales, 2006; version américaine : Citizenship and Those Who Leave: The Politics of Emigration and Expatriation, Urbana, University of Illinois Press, 2007.
- avec Jean Heffer et Pap Ndiaye, La démocratie américaine au 20e siècle, Paris, Belin, 2000
- dir., avec Jean Heffer, Chantiers d'histoire américaine, Paris, Belin, 1994.
- « The Purchase and the Making of French Louisiana » dans Empires of the Imagination. Transatlantic Histories of the Louisiana Purchase, dir. Peter Kastor & François Weil, Charlottesville, University of Virginia Press, 2009, p. 301-326.
- « ‘L’hôte de la nation’ : Le voyage de Lafayette aux États-Unis, 1824-1825 », dans Lafayette, entre deux mondes, dir. Philippe Bourdin, Clermont-Ferrand, Presses de l’Université Blaise Pascal, 2009, p. 129-150.
- « John Farmer and the Making of American Genealogy », The New England Quarterly, 80, 3, septembre 2007, p. 408-434.
- « L’État et l’émigration de France », dans Nancy L. Green et François Weil, dir., Citoyenneté et émigration. La politique du départ, Paris, Éditions de l’École des hautes études en sciences sociales, 2006, p. 123-140. (version américaine : “The French State and Transoceanic Emigration”, dans Citizenship and Those Who Leave: The Politics of Emigration and Expatriation, dir. Nancy L. Green et François Weil, Urbana, University of Illinois Press, 2007, p. 114-131).
- « Do U.S. Historical Narratives Travel? », dans Rethinking American History in a Global Age, dir. Thomas Bender, Berkeley, University of California Press, 2002, p. 317-342.
- « French Migration to the Americas in the 19th and 20th centuries as a historical problem », Studi Emigrazione, 123, septembre 1996, p. 443-460.
- « Capitalisme et industrialisation en Nouvelle-Angleterre, 1815-1845 », Annales Histoire Sciences Sociales, 50, 1, janvier-février 1995, p. 29-52 (trad. « Capitalism and Industrialization in New England, 1815-1845 », Journal of American History, 84, 4, 1998, p. 1334-1354).
- « Migrations, migrants et ethnicité », dans Chantiers d'histoire américaine, dir. Jean Heffer et François Weil, Paris, Belin, 1994, p. 407-432.

## Distinctions
- Officier de la Légion d'honneur (France)[11]
- Officier de l'ordre national du Mérite (France)
- Commandeur de l'ordre des Palmes académiques (France)
- Officier de l'ordre des Arts et des Lettres (France)
- Grand officier de l’ordre de l'Étoile d'Italie
- Grand officier de l'ordre de l'Aigle aztèque (Mexique)
- Commandeur de l'ordre du Mérite de la République fédérale d'Allemagne
- Commandeur de l’ordre de la République (Tunisie)

François Weil a reçu une bourse Fulbright en 1988, le prix Colas de l'Académie française pour Les Franco-Américains (1990) et le prix du meilleur article étranger de l'Organization of American Historians (1997) pour « Capitalism and Industrialization in New England : 1815-1845 ». Il a obtenu plusieurs fellowships pour ses recherches sur l'histoire de la généalogie aux États-Unis (New England Regional Research Consortium Fellowship, 2004; Andrew W. Mellon Fellowship, Virginia Historical Society, 2004; Barra International Fellowship, Library Company of Philadelphia & Historical Society of Pennsylvania, 2006).